# Michael Rosing Wiehe 7 November 1864
Michael Rosing Wiehe 7 November 1864 is een compositie van Niels Gade. Het is een werk dat geschreven is voor mannenkoor (waarschijnlijk vierstemmig) begeleid door strijkkwartet. Het werd geschreven ter gelegenheid van de begrafenis van Michael Wiehe (23 januari 1820-31 oktober 1864). Het bestaat alleen in manuscriptvorm en is in het bezit van Det Kongelige Bibliotek en werd daardoor snel vergeten.

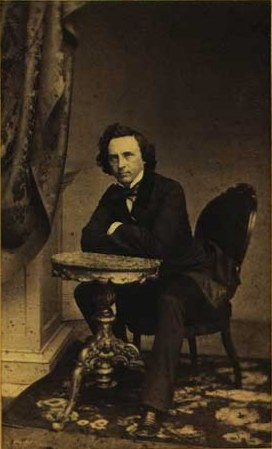
Michael Wiehe